# Louis Daquin
Louis Daquin (Calais, Francia, 20 de mayo de 1908 - París, Francia, 2 de octubre de 1980) fue un director y actor cinematográfico de nacionalidad francesa.
Nacido en Calais, Francia, dirigió 14 películas entre 1938 y 1963. Además, actuó en otros 11 filmes entre 1937 y 1979.
Louis Daquin falleció en París, Francia, en 1980.

## Selección de su filmografía
- Le voyageur de la Toussaint (1943)
- Patrie (1946)
- Ciulinii Bărăganului (1958) (codirector, con Gheorghe Vitanidis)
- ¿Arde París? (1966)